# Amir Haj Massaoud
Amir Haj Massaoud (en árabe: أمير الحاج مسعود‎; Sfax, Túnez, 8 de febrero de 1981) es un exfutbolista de Túnez que jugaba en la posición de lateral derecho.

## Carrera

### Club
| Periodo   | Club           |
| --------- | -------------- |
| 2001–2010 | CS Sfaxien     |
| 2010–2011 | Stade Tunisien |
| 2011–2012 | Club Africain  |
| 2012–2014 | ES Zarzis      |

### Selección nacional
A nivel de selecciones menores participó en los Juegos Olímpicos de Atenas 2004 donde fue eliminado en la fase de grupos. Jugó siete partidos internacionales para Túnez de 2005 a 2007 y no anotó goles; participó en la Copa FIFA Confederaciones 2005 y en la Copa Africana de Naciones 2006.

## Logros
- CLP-1 (1): 2005
- Copa de Túnez (2): 2004, 2009
- Copa de la Liga de Túnez (1): 2003
- Copa Confederación de la CAF (2): 2007, 2008
- Liga de Campeones Árabe (1): 2004
- Recopa Norafricana (1): 2009